# Microsveltia haswelli
Microsveltia haswelli is een slakkensoort uit de familie van de Cancellariidae. De wetenschappelijke naam van de soort is voor het eerst geldig gepubliceerd in 1975 door Garrard.